# Universidad Politécnica de Hong Kong
La Universidad Politécnica de Hong Kong (en chino tradicional, 香港理工大學) es una institución de nivel superior ubicada en la Región administrativa de Hong Kong, en China.
Está situada en Hung Hom, Hong Kong, junto a la estación de metro de Hung Hom, y la estación de la península de Kowloon junto al túnel Cross-Port. Se trata de la mayor institución de enseñanza superior financiada por la RAE de Hong Kong gobierno en términos de número de estudiantes. Cuenta con alrededor de 1 000 docentes trabajando a tiempo completo y cerca de 16 500 estudiantes. 
La universidad cubre un área de unos 93 000 m². A esta institución de educación se le concedió el estatus de universidad en 1994.
La universidad mantiene fuertes vínculos con los sectores comerciales e industriales.
El actual Rector de la Universidad es el profesor Timothy W. Tong. El profesor Chung-Kwong Poon se retiró el 31 de diciembre de 2008 y el Consejo Universitario decidió otorgarle el título de "Rector Emérito".